# Ballincollig Castle
Ballincollig Castle (irisch Caisleán Bhaile an Chollaigh) ist eine normannische Burgruine südlich der Stadt Ballincollig im irischen County Cork. Sie wurde nach der normannischen Invasion Irlands erbaut. Zunächst bewohnten die Barretts, die Herren der Gegend, die Burg. Das Ballincollig Castle steht noch heute, ist aber stark beschädigt. Der ursprüngliche Donjon ist ebenso erhalten wie ein großer Teil der Kurtine mit zwei Türmen darauf.

## Beschreibung
Über die Höhenburg scheint es keine frühen Beschreibungen zu geben. Ballincollig Castle wurde auf einem Kalksteingipfel errichtet, von dem aus man die Ebene des Maglin Valley überblicken kann. Unter der Burg befinden sich eine dunkle, natürliche Höhle im Fels und um sie herum die Reste eines Burggrabens.

### Mauer und Einfriedung
Die Burg bestand aus einer großen Einfriedungsmauer mit einem Turm oder Donjon auf einer Seite und eventuell einem großen Rittersaal in der Mitte. Ein großer Teil dieser Kurtine ist bis heute erhalten. Sie ist etwa 1,5 Meter dick und 5 Meter hoch. Der Mauerumgang wurde durch eine Brüstung geschützt und Treppen führten an verschiedenen Punkten nach oben. Auf die Mauer aufgesetzt waren zwei Verteidigungstürme, wovon einer heute eine Ruine ist und an der Südostecke liegt und der andere an der Südmauer liegt.
Der eingefriedete Hof hat einen Durchmesser von 21–30 Metern und ist felsig und uneben. Es gibt Hinweise auf die Existenz eines Rittersaals in der Mitte, weil ein Abschnitt der Außenmauer Überreste eines offenen Kamins und eines Kaminzuges sowie eines Fensters mit zwei Öffnungen zeigt. Man denkt, dass die Türme auf der Kurtine und der Rittersaal aus dem 15. Jahrhundert stammen und somit nach dem Verkauf der Burg an die Barretts erbaut wurden.

### Donjon

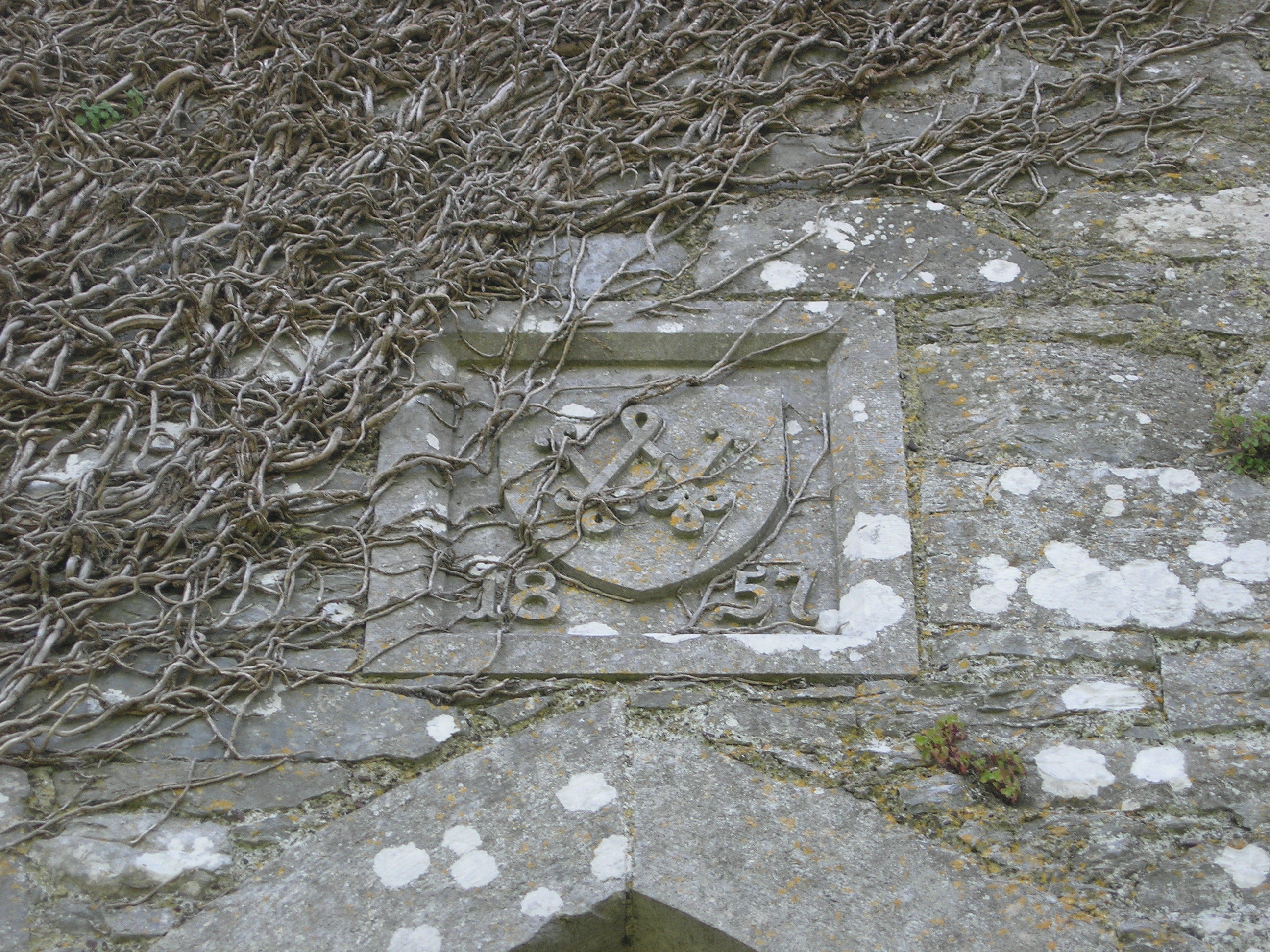
Monogram über dem Eingang zum Turm

Der Turm oder Donjon stammt aus dem 13. Jahrhundert und wurde von Coll genutzt. 1857 ließ die Familie Wyse den Donjon reparieren, und an seiner Ostmauer wurde das Monogramm W angebracht und die Jahreszahl 1857 daruntergesetzt. Der Donjon ist 13,5–15 Meter hoch. Das Erdgeschoss hat eine Gewölbedecke und besaß ursprünglich keine Eingangstür, sondern nur eine Falltür von oben; vermutlich diente es als Gefängnis. Der Raum im 1. Obergeschoss hatte einen Aufgang, der von Bögen getragen wurde. Er ist etwa 2,25 Meter × 2,7 Meter groß. Eine sehr schmale Treppe führt zu den oberen Stockwerken, die alle Steinböden, gestützt durch massive Bögen, haben. Die Mauern, auf denen sich die Bögen abstützen, sind dicker als die anderen. Der Raum im 2. Obergeschoss hat Sitze in den Laibungen der Schießscharten, den Abfluss eines Waschbeckens und einen kleinen, quadratischen Schrank in der Mauer darüber. Das oberste Stockwerk mit dem Hauptraum scheint Mitte des 19. Jahrhunderts Fenster auf allen Seiten erhalten zu haben. Es befinden sich aber auch Schießscharten in anderen Teilen der Mauern des Donjons. Das Fehlen von Fenstern und eines offenen Kamins und die Tatsache, dass die kleinen Räume den gesamten Platz zwischen den Wänden des Turms einnahmen, legt den Schluss nahe, dass der Turm eher ein letzter Zufluchts- und Verteidigungsort als eine reguläre Unterkunft war.

## Geschichte

### Eroberung Irlands
Die Barretts kamen mit König Wilhelm dem Eroberer aus der Normandie und halfen ihm 1066 England zu erobern. Anschließend erhielten sie Land in Pembrokeshire in Wales zugeteilt. Einige dieser Barretts fuhren mit den Normannen, als diese 1169 Irland besetzten. Als der englische König Heinrich II. die Früchte der Eroberung in Irland verteilte, gab er das Königreich Cork, das sich von Lismore bis zum County Kerry erstreckte, an Miles de Cogan und Robert FitzStephen. De Cogan erhielt Land westlich und südlich der Stadt, und die Familie ließ eine Reihe von Burgen auf ihren Ländereien errichten, auch die von Carrigrohane.
Die Barretts waren Unterherren unter den De Cogans. Durch Dienste für verschiedene Könige gewannen sie an Einfluss. Die Barretts nahmen 1235 an der Eroberung von Connacht unter John de Cogan teil, der das Munster-Kontingent führte. Aufgrund dessen scheinen sie Pächter von Carrigrohane unter John Barrett für König Eduard II. von England in den Kriegen in Schottland geworden zu sein; der König erließ seinem Erben, William Barrett, Schulden bei der Krone und Pachten.

### Die Barretts
Im 15. Jahrhundert scheinen sich die Barretts in Ruhe und Frieden niedergelassen zu haben. Sie waren nun Unterherren der McCarthys, denen sie ab 1420 £ 11 Pacht pro Jahr bezahlen mussten, und der Earls of Desmond, denen sie 12 Mark pro Jahr Pacht bezahlen mussten, als diese 1425 die Ländereien der De Cogans erhielten. Nach der Mitte des 15. Jahrhunderts kauften sie Ballincollig Castle. Im Kalender der Carews schrieb Sir Dominic Sarsfield am 28. November 1611 an Lord Carew: „Ballincollig ist in ein Erblehen umgewandelt und wurde im 8. Jahr von Eduard IV. (1468–1469) von Robert Coll, einem Ritter, gekauft. Umwandlung in ein Erblehen auf meinem eigenen Land.“ Dies wurde der Hauptsitz der Barretts bis zum Anfang des 17. Jahrhunderts, als die Barretts von Castlemore die Mourne Abbey, Garrycloyne (beide im Norden des Baronats), Castleinch, Ballincollig und Cloghan McUllick, etwa drei bis fünf Kilometer südlich oder südwestlich von Ballincollig, besaßen. Die genaue Lage des letzteren ist nicht bekannt. Einige Geschichtswissenschaftler meinen, dass es im heutigen Townland von Grange lag, aber man ist sich nicht sicher. Aber die Barretts kontrollierten auch Carrigrohane eine Zeitlang.
In den 1590er Jahren kam Streit auf. Im Juli 1591 griffen Andrew Barrett und 60 weitere Männer Ballincollig Castle an und vertrieben Edmund Barrett „mit Schwertern, Gewehren, großen Vorschlaghämmern oder Hämmern, Steinen und Faßdauben“. Drei Jahre später erwirkte Edmund eine Strafe von £ 100 gegen Sir Fineen O'Driscoll, Sheriff von Cork, weil dieser sich weigerte, einen Erlass auszuführen, der Andrew Barrett und die anderen, die die Burg eingenommen hatten, enteignete. Im Folgejahr 1595 brachte Edmund seinen Vetter vor Gericht. Andrew erhielt eine Strafe von £ 20, geringere Strafen wurden gegen zwei weitere Kumpane verhängt, und sie wurden ins Gefängnis geworfen.

### Verlust der Burg
Anfang des 17. Jahrhunderts aber verloren die Barretts Ballincollig Castle. Die Familie war gezwungen, Geld aufzunehmen, um Gerichtsschulden und Mitgiften zu bezahlen. 1618 mussten sie Burg und Ländereien an die Coppingers aus Cork, Geldverleiher, verpfänden. „Willam Barrett aus Ballincollig im County Cork, Herr (...), in Anbetracht einer Zahlung von £ 240 durch Edmond Coppinger FitzRobert aus Cork, Herr, garantierte der vorgenannte William Barrett dem vorgenannten Edmond Coppinger, seinen Erben und Rechtsnachfolgern für immer alle die Burgen, Einfriedungen, Dörfer, Siedlungen, Ländereien, Pachten und Erbländer von und in Ballincollig (...)“. Dieses Pfandgut wurde an Sir Walter Coppinger aus Cloghane (bei Skibbereen) weitergegeben, und 1630 gelangte Coppinger gegen eine Zahlung von weiteren £ 790 an die Barretts in den uneingeschränkten Besitz der Burg und der Ländereien. Die Burg tauchte kurz in der späteren Geschichte auf. 1644 wurde sie von Oliver Cromwells Truppen eingenommen, und um 1689 wurde sie für König Jakob II. von England mit einer Garnison belegt. Nach 1690 aber wurde sie nicht mehr genutzt und verfiel.

### Heute
Heute ist die Burgruine in privater Hand.